# Горлиця чорнодзьоба
Горлиця чорнодзьоба (Macropygia nigrirostris) — вид голубоподібних птахів родини голубових (Columbidae). Мешкає на Новій Гвінеї та на сусідніх островах.

## Опис
Довжина птаха становить 29 см, з яких від 13 до 15 см припадає на довгий хвіст. Довжина крила становить 14-15 см, довжина дзьоба 11-13 мм, вага 66-104 г. Забарвлення переважно червонувато-коричневе, крила і хвість темніші, горло світліше. Шість центральних стернових пер на хвості поцятковані чорними смугами. У самиць верхня частина тіла поцяткована чорними смугами. Лапи темно-червоні або коричневі, дзьоб чорний.

## Поширення і екологія
Чорнодзьобі горлиці мешкають на Новій Гвінеї (за виключенням півдня), а також на острові Япен, на архіпелазі Бісмарка та на островах Д'Антркасто. Вони живуть у вологих рівнинних і гірських тропічних лісах. Зустрічаються на висоті до 2600 м над рівнем моря.

## Поведінка
Чорнодзьобі горлиці зустрічаються поодинці, парами і невеликими зграйками. Іноді на одному плодовому дереві може зібратися до 20 птахів. Живляться чорнодзьобі горлиці переважно дрібними плодами і насінням. Ведуть деревний спосіб життя, дуже рідко спускаються на землю, зазвичай, або випити води або проковтнути камінь. Чорнодзьобі горлиці демонструють агресивну поведінку по відношенню до інших птахів, зокрема до свистунів і медолюбів, які наближаються до плодових дерев. Імовірно, можуть розмножуватись протягом всього року. В кладці 2 білих яйця.